# انحراف (فلم)
انحراف هو فيلم دراما مصري مبني على مسرحية عربة اسمها الرغبة للكاتب الأمريكي تينيسي وليامز. الفيلم من إخراج تيسير عبود وبطولة نور الشريف، مديحة كامل، نورا، صلاح السعدني، طارق النهري وفكري صادق، صدر الفيلم في 25 أغسطس 1985.

## نبذة
تتزوج هدى ابنة الثري أبو ماضي من سائقهم حسن رغم اعتراض أبيها وأختها سميحة ويرحلان إلى القاهرة. أما سميحة فهى تستسلم للقواد كرم وينتحر زوجها علاء. وبعد وفاة والديهما تبيع الفيلا حتى تسدد ديون علاء. تدخل السجن في قضية آداب وبعد الإفراج عنها تبحث عن عنوان هدى وتتوصل إليها.

## طاقم العمل
- نور الشريف بدور حسن أبو الفضل
- مديحة كامل بدور سميحة أبو ماضي
- نورا بدور هدى أبو ماضي
- صلاح السعدني بدور كمال شلبي
- طارق النهري بدور كرم وهدان
- فكري صادق بدور شعبان

## وصلات خارجية
- مقالات تستعمل روابط فنية بلا صلة مع ويكي بيانات
- انحراف على موقع الدهليز